# Kirsten Siggaard
Kirsten Elisabeth Siggaard Andersen, född 7 september 1954 i Slagelse, är en dansk sångare och skådespelare. 

## Biografi

### Eurovision Song Contest
Kirsten Siggard gjorde sitt första framträdande i Dansk Melodi Grand Prix (DMGP) 1983, där hon framförde låten Og livet går tillsammans med musikgruppen Sir Henry. Därefter deltog hon i alla uttagningar till 1990, med undantag för 1989 års uttagning. Tillsammans med Søren Bundgaard bildade hon duon Kirsten & Søren (i internationella sammanhang Hot Eyes) och de vann 1984 års uttagning med bidraget Det’ lige det. I Eurovision Song Contest, som hölls i Luxemburg, slutade bidraget på fjärde plats med 101 poäng. De återkom till DMGP året därpå med låten Sku' du spørg' fra no'en och vann på nytt. I Eurovision Song Contest, som detta år hölls i Göteborg, slutade de på en elfteplats med 41 poäng. Duon deltog återigen i DMGP 1986 och 1987 med låtarna Sig det som det er (4:e plats) respektive Farvel og tak (5:e plats). De vann återigen 1988 med låten Ka' du se hva' jeg sa' som i Eurovision Song Contest 1988, som hölls i Dublin, slutade på  tredje plats med 92 poäng. Vid finalen i Dublin väckte Kirsten Siggaard viss uppmärksamhet eftersom hon var höggravid. Samma år upphörde samarbetet med Bundgaard, som valde att fortsätta sin musikaliska karriär som producent. Hon återkom till DMGP 1990 med låten Inden længe, men lyckades inte kvalificera sig till tävlingens andra omgång.

### Övrigt
Kirsten Siggaard har utbildning inom bankväsende och var en tid anställd på Handelsbanken i Slagelse. 
Hon debuterade som skådespelare 1986 i farsen Solstik. Hon spelade huvudrollen som Edith Piaf i teaterstycket Piaf på Det Ny Teater 1991 och medverkade i Les Miserables på Østre Gasværk Teater. Därefter har hon medverkat i ett flertal revyer runt om i Danmark. Hon har sjungit duett med bland andra Gilbert O'Sullivan och Tommy Körberg. Tillsammans med Lise-Lotte Norup och Kirsten Vaupel bildade hon musikgruppen Swing Sisters 1992.

## Diskografi
- Kirsten (1989)
- Piaf (1991)
- Sirenernes favn (1994)
- Mit liv med Patsy Cline (2000)
- Alletiders julesanger (2007)
- Min jul (2011)
- De bedste (2019) Samlingsalbum
- Julen har englelyd (2019)